# Liste des ambassadeurs de Finlande en Bulgarie
L’ambassadeur de Finlande en Bulgarie est le représentant légal le plus important de Finlande auprès du gouvernement bulgare.

## Ambassadeurs successifs
| Début              | Fin      | Ambassadeur     | Observations |
| ------------------ | -------- | --------------- | ------------ |
| ?                  | ?        | ?               | -            |
| 1940               | 1944     | Aarne Wuorimaa  |              |
| ?                  | ?        | ?               | -            |
| 2012               | 2016     | Harri Salmi     | -            |
| 1er septembre 2016 | en cours | Päivi Blinnikka | -            |

## Sources